# 萬聖夜怪譚
《萬聖夜怪譚》（英語：Tales of Halloween）是一部2015年美國恐怖多段式電影，由十一位導演分別執導一部所組成。於2015年7月24日在幻想曲國際影展首映。2015年10月16日在北美的限定地區上映。

## 劇情
共有十部發生在美國郊區小鎮的恐怖故事，描述居民們在萬聖節遇上食屍鬼、外星人和殺手等死亡威脅....。

## 演員
- 巴瑞·波斯威克
- 琳·雪伊
- 約翰·薩維奇
- 派特·希利
- 布布·史都華
- 葛蕾絲·菲普斯
- 亞力克斯·艾索
- 克莉絲汀娜·克萊柏
- 奎格·葛朗博
- 凱蒂·西爾弗曼
- 凱爾·吉克瑞斯特
- 亞當·格林
- 喬·丹堤（客串）[4]
- 約翰·蘭迪斯（客串）[4]
- 艾德林妮·巴鮑（客串）[4]

## 外部連結
- 互联网电影数据库（IMDb）上《萬聖夜怪譚》的资料（英文）